# Bolgheri rosso
Il Bolgheri rosso è una denominazione del vino DOC Bolgheri, la cui produzione è ricadente per intero nel territorio comunale di Castagneto Carducci in provincia di Livorno.

## Caratteristiche organolettiche
- colore: da rosso rubino a granato
- odore: intensamente vinoso
- sapore: asciutto, armonico

## Storia
Il primo disciplinare risale ad agosto 1983, mentre le pubblicazione su Gazzetta Ufficiale che istituisce la DOC è dell'inizio del 1984.

## Abbinamenti consigliati
- arrosti

## Produzione
Provincia, stagione, volume in ettolitri
- Livorno  (1994/95)  3279,64
- Livorno  (1995/96)  3679,79
- Livorno  (1996/97)  4121,49